# Fernando Nascimento Cosme
Fernando Nascimento Cosme, meglio conosciuto come Fernandinho (San Paolo, 1º luglio 1983), è un giocatore di calcio a 5 brasiliano, campione del mondo con la nazionale brasiliana nel 2012.

## Carriera

### Club
Ha iniziato la sua carriera nel Círculo Militar imponendosi da subito come uno dei migliori talenti internazionali, tanto da vincere nel 2004 il Futsal Awards riservato al miglior giovane al mondo. Nella stagione 2004-05 viene acquistato dal Prone Lugo con il quale l'anno seguente vince la Coppa delle Coppe.
Dopo quattro stagioni in terra iberica il giocatore si trasferisce alla Dinamo Mosca con la quale vince tre Superlighe, sei coppe nazionali e una Coppe Intercontinentale.

### Nazionale
Con la nazionale maschile under 20 di calcio a 5 del Brasile ha vinto nel 2004 il campionato continentale di categoria, laureandosi inoltre capocannoniere della manifestazione con 13 gol. Con la nazionale maggiore ha ottenuto l'oro alla Coppa del Mondo di Thailandia 2012.

## Palmarès

### Competizioni nazionali
- Campionato russo: 5
  - Dinamo Mosca: 2010-11, 2011-12, 2012-13, 2015-16
- Coppa di Russia: 6
  - Dinamo Mosca: 2009, 2010, 2011, 2013, 2014, 2015

### Competizioni internazionali
- Coppa delle Coppe: 1
  - Prone Lugo: 2005-06
- Coppa Intercontinentale: 1
  - Dinamo Mosca: 2013

### Individuale
- Futsal Awards: 1
  - 2004 (miglior giovane)
- Capocannoniere della Superliga: 3
2011-12 (33 reti)
2014-15 (84 reti)
2015-16 (55 reti)